# François Godin
Pour les articles homonymes, voir Godin.
François Godin est un acteur québécois.
Très actif dans le doublage, il est notamment la voix québécoise régulière de Ryan Reynolds, Will Ferrell, Ewan McGregor, Steve Carell, Rob Schneider, John Malkovich, Matthew Lillard ainsi qu'une des voix de Michael Sheen, Billy Crudup, Philip Seymour Hoffman, Neil Patrick Harris, Paul Walker et Ethan Hawke.

## Biographie
François Godin est diplômé du conservatoire d'art dramatique de Montréal, promotion 1987.

## Théâtre
- 1984 : Napoléon, spectacle musical de Serge Lama, Théâtre Marigny, tournée mondiale
- 1990 : Lydie-Anne de Rozier, Les Feluettes, Théâtre Petit à Petit[1]
- 1994 : Jeanne Dark, mise en scène Lorraine Pintal, Théâtre du Nouveau Monde[1]

## Doublage

### Cinéma

#### Films
| - Ryan Reynolds dans (23 films) : - National Lampoon présente Van Wilder (2002) : Van Wilder - À toute épreuve (2003) : Kevin - Simplement amis ? (2005) : Chris Brander - Coup fumant (2007) : agent Richard Messner - Bien sûr, peut-être (2008) : Will Hayes - La Théorie du Chaos (2008) : Frank Allen - Des lucioles dans le jardin (2008) : Michael Taylor - Adventureland (2009) : Mike Connell - Green Lantern (2011) : Hal Jordan / Green Lantern - Lui, c'est moi (2011) : Mitch Planko - Le Refuge (2012) : Matt Weston - R.I.P. Département (2013) : Nick Walker - La Captive (2014) : Matthew - Le Bluffeur (2015) : Curtis - La Dame en Or (2015) : Randol Schoenberg - Deadpool (2016) : Wade Wilson / Deadpool - Criminel (2016) : Bill Pope - Vie (2017) : Rory « Roy » Adams - Mon meilleur ennemi (2017) : Michael Bryce - Deadpool 2 (2018) : Wade Wilson / Deadpool et lui-même (scène post-générique) - La Femme de mon meilleur ennemi (2021) : Michael Bryce - Amis imaginaires (2024) : Calvin « Cal » - Deadpool et Wolverine (2024) : Wade Wilson / Deadpool et Nicepool - Will Ferrell dans (21 films) : - Une nuit au Roxbury (1998) : Steve Butabi - Zoolander (2001) : Mugatu - Le Lutin (2003) : Buddy - Cris et Coups de pieds (2005) : Phil Weston - Ma sorcière bien-aimée (2005) : Jack Wyatt / Darrin - Garçons sans honneur (2005) : Chazz Reinhold - Les Producteurs (2005) : Franz Liebkind - Les Nuits de Talladega : La Ballade de Ricky Bobby (2006) : Ricky Bobby (version cinéma) - Les Rois du patin (2007) : Chazz Michael Michaels - Semi-pro (2008) : Jackie Moon - Demi-frères (2008) : Brennan Huff - Terre Perdue (2009) : Dr Rick Marshall - Les Renforts (2010) : Détective Allen Gamble - La Campagne (2012) : Cam Brady - Le Stage (2013) : Kevin - Prison 101 (2015) : James King - Le Retour de papa (2015) : Brad Whitaker - Le Retour de papa 2 (2017) : Brad Whitaker - La Maison (2017) : Scott Johansen - Holmes et Watson (2018) : Holmes - Barbie (2023) : le PDG de Mattel - Ewan McGregor dans : (19 films) - La Guerre des Étoiles, épisode I : La Menace fantôme (1999) : Obi-Wan Kenobi - Voyeur (2000) : Stephen Wilson - Moulin Rouge (2001) : Christian - La Chute du faucon noir (2002) : John Grimes - La Guerre des Étoiles, épisode II : L'Attaque des clones (2002) : Obi-Wan Kenobi - Jeune Adam (2004) : Joe Taylor - La Guerre des Étoiles, épisode III : La Revanche des Sith (2005) : Obi-Wan Kenobi - L'Île (2005) : Tom « Six Echo » Lincoln - Stormbreaker : Les Aventures d'Alex Rider (2006) : Ian Rider - Miss Potter (2007) : Norman Warne - Tromperie (2008) : Jonathan McQuarry - Anges et Démons (2009) : Camerlingue Patrick McKenna - Les hommes qui regardent les chèvres (2009) : Bob Wilton - Piégée (2012) : Kenneth - Partie de pêche au Yémen (2012) : Dr. Alfred Jones - Jack le chasseur de géants (2013) : Elmont - Le Temps d'un été (2014) : Bill Fordham - Mordecai (2015) : Martland - Star Wars, épisode VII : Le Réveil de la Force (2015) : Obi-Wan Kenobi (voix) - Steve Carell dans : (14 films) - Vengeance en pyjama (2004) : Sherman - 40 ans et encore puceau (2005) : Andy Stitzer - Evan le tout-puissant (2007) : Evan Baxter - Dan face à la vie (2007) : Dan Burns - Max la Menace (2008) : Maxwell Smart - Méchante soirée (2010) : Phil Foster - Le Dîner de cons (2010) : Barry Speck - Un amour fou (2011) : Cal Weaver - Recherche ami pour partager fin du monde (2012) : Dodge - L'espoir est à Hope Springs (2012) : Dr. Bernie Feld - L'Incroyable Burt Wonderstone (2013) : Burt Wonderstone - Alexandre et sa journée épouvantablement terrible, horrible et affreuse (2014) : Ben - Un garçon magnifique (2018) : David Sheff - Bienvenue à Marwen (2018) : Mark Hogancamp - Rob Schneider dans : (11 films) - Animal (2001) : Marvin - Miss Populaire (2002) : Clive Maxtone - Les 50 premiers rendez-vous (2004) : Ula - Le Tour du monde en 80 jours (2004) : le clochard à San Francisco - Deuce Bigalow : Gigolo Européen (2005) : Deuce Bigalow - Les Benchwarmers : Ça chauffe sur le banc (2006) : Gus - On ne rigole pas avec le Zohan (2008) : Salim - Histoires enchantées (2008) : Le chef indien / Le voleur - Le Grand Stan (2009) : Stan - Virginité à l'américaine (2010) : Ed Curtzman - Grandes Personnes (2010) : Rob Hilliard - Matthew Lillard dans : (9 films) - Frissons (1996) : Stuart « Stu » Macher - Surdoué (1998) : Tim LaFlour - 13 fantômes (2001) : Dennis Rafkin - Scooby-Doo (2002) : Shaggy - Scooby-Doo 2 : Monstres en liberté (2004) : Shaggy - L'Appartement (2004) : Luke - Les Garçons d'honneur (2006) : Dez Howard - Ados extrêmes (2006) : lui-même - Cinq nuits chez Freddy (2023) : Steve Raglan / William Afton - Michael Sheen dans : (9 films) - Mary Reilly (1996) : Bradshaw - Prisonniers du temps (2003) : Lord Oliver - La Force de l'attraction (2004) : Thorne Jamison - La Saga Twilight : Tentation (2009) : Aro - TRON : L'Héritage (2010) : Castor / Zuse - La Saga Twilight : Révélation - Partie 1 (2011) : Aro - Admission (2013) : Mark - Passagers (2016) : Arthur - Bienvenue à la maison (2017) : Austen Blume - Philip Seymour Hoffman dans : (7 films) - Nuits endiablées (1997) : Scotty - Magnolia (1999) : Phil Parma - Ivre d'amour (2002) : Dean Trumbell - Doute (2008) : Père Brendan Flynn - L'invention du mensonge (2009) : Jim le barman - Jack en bateau (2010) : Jack - Le Maître (2012) : Lancaster Dodd - John Malkovich dans : (7 films) - L'Échange (2008) : Révérend Briegleb - Jonah Hex (2010) : Quentin Turnbull - R.E.D. (2010) : Marvin Boggs - Zombie malgré lui (2013) : Grigio - R.E.D. 2 (2013) : Marvin Boggs - Crise à Deepwater Horizon (2016) : Donald Vidrine - Cible 22 (2018) : James Bishop - Noah Taylor dans : (6 films) - Le Prodige (1996) : David Helfgott, adolescent - Lara Croft : Tomb Raider, le film (2001) : Bryce - Un ciel couleur vanille (2001) : Edmund Ventura - Leçons sur l'oreiller (2003) : Neville - Lara Croft : Tomb Raider, le berceau de la vie (2003) : Bryce - Hostiles et armés (2016) : Gordon - Billy Crudup dans : (6 films) - La Correction (1996) : Tommy Marcano - Belle de scène (2004) : Ned Kynaston - À livre ouvert (2008) : Henry Roth - Mange, prie, aime (2010) : Stephen - Les femmes du 20e siècle (2017) : William - Alien: Covenant (2017) : Christopher Oram - Zachary Quinto dans : (6 films) - Star Trek (2009) : Spock, adulte - Marge de manœuvre (2011) : Peter Sullivan - Star Trek vers les ténèbres (2013) : Spock - Hitman: Agent 47 (2015) : John Smith - Snowden (2015) : Glenn Greenwald - Star Trek au-delà (2016) : Spock - Jay Mohr dans : (5 films) - Les Rois du Kidnapping (1998) : Brett Campbell - Couples à la dérive (1998) : Mark - Payez au suivant (2000) : Chris Chandler - Simone (2002) : Hal Sinclair - Méga-Rançon (2005) : Corey - Paul Walker dans : (5 films) - Voici les Deedles (1998) : Phil Deedle - Bienvenue à Pleasantville (1998) : Skip Martin - Huit en dessous (2006) : Jerry Shepard - Traqué (2006) : Joey Gazelle - Le Projet Lazarus (2008) : Ben Garvey - Neil Patrick Harris dans : (5 films) - Chats et Chiens : La Revanche de Kitty Galore (2010) : Lou (voix) - Les Schtroumpfs (2011) : Patrick Winslow - Les Muppets (2011) : lui-même - Les Schtroumpfs 2 (2013) : Patrick Winslow - Mille et une façons de mourir dans l'Ouest (2014) : Foy - Michael Rapaport dans : - Détectives (1997) : Murray Babitch - Terreur sous la mer (1999) : Tom Scoggins - Sur le grill (2006) : Bobby - Jason Mewes dans : - Dogme (1999) : Jay - Frissons 3 (2000) : Jay - Jay et Bob contre-attaquent (2001) : Jay - Ethan Hawke dans : - Le Voleur de vies (2004) : Costa - Avant la nuit tout est possible (2004) : Jesse - Dissensions (2008) : Paulie McDougan - Diedrich Bader dans : - ‘’Les Country Bears’’ (2002) : Officier Jambone - Miss Personnalité 2 : Armée et Fabuleuse (2005) : Joel Meyers - Balles en feu (2007) : Gary - Voici les Spartiates (2008) : Traitrus - Brian F. O'Byrne dans : - La Fille à un million de dollars (2005) : Père Horvak - Table pour trois (2007) : Sean - L'Élite de Brooklyn (2010) : Ronny Rosario - Tom Cavanagh dans : - Comment manger des vers de terre (2006) : Mitch Forrester - L'Âme Sœur (2007) : Sam - Deux semaines (2007) : Barry Bergman - Matthew Macfadyen dans : - Frost/Nixon (2008) : John Birt - Robin des bois (2010) : le Shérif de Nottingham - Anna Karénine (2012) : Oblonsky - Wil Wheaton dans : - Voyous ou Héros (1991) : Joey Trotta - Plaxmol (1997) : Bennett Hoenicker - Pruitt Taylor Vince dans : - JFK (1991) : Lee Bowers (en) - Constantine (2005) : Père Hennessy - Chris O'Donnell dans : - Le Cercle des amies (1995) : Jack Foley - Bienvenue à 29 Palms (2003) : le tueur à gages - Skeet Ulrich dans : - La Dernière Danse (1996) : Billy - Facteur Éolien (1999) : Tim Mason - Peter Outerbridge dans : - Extase (1997) : Matt - Décadence 6 (2009) : William - Matt Winston dans : - Passeport pour Paris (1999) : Jeremy Bluff - Les Sœurs Amati (2001) : Johnny Barlotta - Jack Davenport dans : - L'Énigmatique M. Ripley (1999) : Peter Smith-Kingsley - Un homme à tout prix (2005) : Edward - Benjamin Ratner dans : - Piège mortel (1999) : Owen Kerr - Otages du temps (2010) : Bob Simpson - Ben Chaplin dans : - Âmes perdues (2000) : Peter Kelson - Meurtre en équation (2002) : Sam Kennedy - Clive Owen dans : - Le Croupier (2000) : Nick - Au-delà des frontières (2003) : Nick - Jeffrey Donovan dans : - Le Projet Blair 2 : Le Livre des ténèbres (2000) : Jeffrey Patterson - Un beau matin (2007) : Cal Percell - Mark Feuerstein dans : - Ce que femme veut (2000) : Morgan Farwell - Rébellion (2009) : Isaac Malbin - Benicio del Toro dans : - La Promesse (2001) : Toby Jay Wadenah - Chasse à l'homme (2003) : Aaron Hallam - James Callis dans : - Le Journal de Bridget Jones (2001) : Tom - Bridget Jones : L'Âge de raison (2004) : Tom - James Allodi dans : - Quatre gars et un balai (2002) : Neil Bucyk - Plaisirs glacés (2006) : Clyde - Michael Dorn dans : - Sur les traces du Père Noël 2 (2002) : Marchand de sable - Sur les traces du Père Noël 3 : La Clause force majeure (2006) : Marchand de sable - Sergio Di Zio dans : - Mise en jeu (2004) : Vittorio - Le Guetteur (2007) : Ted - Doug Jones dans : - Hellboy (2004) : Abe Sapien - Hellboy II : L'Armée d'or (2008) : Abe Sapien | - Douglas Hodge dans : - La Foire aux vanités (2004) : Pitt Crawley - La Descente 2 (2010) : Dan - Robert Ri'chard dans : - Viens voir papa ! (2005) : Murphy - Comebacks (2007) : Aseel Tare - Elijah Kelley dans : - Entrez dans la danse (2006) : Danjou - Hairspray (2007) : Seaweed - Simon Pegg dans : - Comment perdre ses amis et se mettre tout le monde à dos (2008) : Sidney Young - Hector et la Recherche du bonheur (2014) : Hector - Benedict Wong dans : - Moon (2009) : Thompson - Rédemption (2013) : M. Choy - 1989 : Mes copains Américains : Glider (Gordon Currie) - 1990 : Présumé Innocent : Guerasch (John Michael Bennett) - 1990 : Memphis Belle : lieutenant Phil Lowenthal (D. B. Sweeney) - 1990 : Jeu d'enfants 2 : Mattson (Greg Germann) - 1991 : New Jack City : Park (Russell Wong) - 1991 : Fais de l'air Fred : Fred (Rik Mayall) - 1992 : Scanners III : La Conquête : Alex Monet (Steve Parrish) - 1992 : L'Homme d'Encino : Matt Wilson (Michael DeLuise) - 1992 : Héros : Chucky (Kevin J. O'Connor) - 1992 : Candyman, le spectre maléfique : Billy (Ted Raimi) - 1992 : Cœur de cowboy : Buddy Jackson (Kyle Chandler) - 1993 : Robin des Bois : Héros en collants : Will Scarlet O'Hara (Long Nguyen) - 1993 : Le Ciel et la Terre : Anh (Long Nguyen) - 1994 : Le Club de la mort : Evan (Rino Romano) - 1994 : La Patrouille : Eddie Devane (William McNamara) - 1994 : Avec distinction : Frank Wilder (Daniel Blinkoff) - 1994 : Terre Sauvage : Chris (Sam Scarber) - 1994 : Seulement toi : Damon Bradley (Billy Zane) - 1994 : Loto-Séduction : Wilson Lowe (Jay Underwood) - 1995 : Tank Girl : Donner (Scott Coffey) - 1995 : De l'amour et des restes humains : Robert (Rick Roberts) - 1995 : Power Rangers, le film : Rocky DeSantos / Ninja Ranger rouge (Steve Cardenas) - 1995 : Le Donneur : Daryl Chambers (Falconer Abraham) - 1996 : Zizanie dans le Bronx : Angelo (Garvin Cross) - 1996 : Rendez-vous virtuel : Michael (Rob Lee) - 1996 : Le Roi de la quille : Thomas Boorg (Zen Gesner) - 1996 : Mesures extrêmes : Simon (Simon Reynolds) - 1996 : Les Wonders : Chad (Giovanni Ribisi) - 1996 : Plus grand que nature : Walter (Jeremy Piven) - 1996 : Armée et Dangereuse : Stevie Newsom (Chaz Lamar Shepherd (en)) - 1997 : Voici Wally Sparks : Alan Miller (Eamonn Roche) - 1997 : Zone dangereuse : Stephen Madlazi (Eric Miyeni) - 1997 : Secrets d'ados : Jake (Jarred Blancard) - 1997 : Romy et Michele : Les Reines de la soirée : Billy (Vincent Ventresca) - 1997 : 187 : Stevie Littleton (Jonah Rooney) - 1997 : Le Péril : Joe Schneider (Mackenzie Gray) - 1997 : Sept ans au Tibet : Ngawang Jigmé (B. D. Wong) - 1997 : Le Jardin suspendu : Fletcher (Joel S. Keller) - 1997 : Bienvenue à Sarajevo : Gregg (James Nesbitt) - 1998 : Des hommes de la loi : Député Marshal Newman (Tom Wood) - 1998 : Un sacré bon gars : Romeo (Vince Poletto) - 1998 : Voici les Deedles : Stew Deedle (Steve Van Wormer) - 1998 : Amour et Magie : Jimmy (Goran Visnjic) - 1998 : Mauvaise Conduite : Kyle Fisher (Jon Favreau) - 1999 : Les Petits Génies : Dan Bobbins (Peter MacNicol) - 1999 : Amis et Amants : Ian Wickham (George Newbern) - 1999 : Drôle de père : Phil (Allen Covert) - 1999 : Le 13e Guerrier : Weath (Tony Curran) - 1999 : Cannabis 101 : Jack Wheeler (Gabriel Mann) - 1999 : Premonition : Brady Traub (Adrian Paul) - 1999 : Trois Rois : Amir Abdulah (Cliff Curtis) - 1999 : Les violons du cœur : Brian Sinclair (Aidan Quinn) - 1999 : Sunshine : Gustave Sonnenschein (James Frain) - 1999 : Les Héros du dimanche : Nick Crozier (Aaron Eckhart) - 2000 : Le Festin des Androïdes : Guy Fawkes (Tom Everett Scott) - 2000 : Face à la musique : Jonesy (Martin Kemp) - 2000 : La fille de New Waterford : Dr. Hogan (Mark McKinney) - 2000 : Highlander 4 : Le Dernier Affront : Methos (Peter Wingfield) - 2001 : Va te faire foutre Freddy ! : Freddy Brody (Eddie Kaye Thomas) - 2001 : Le Suppléant 4 : Une option sur la victoire : Ted Teague (Grayson Fricke) - 2001 : Pearl Harbor : Amiral Husband E. Kimmel (Colm Feore) - 2001 : Docteur Dolittle 2 : Pepito, le caméléon - 2001 : Rapides et dangereux : Johnny Tran Rick Yune (Colm Feore) - 2001 : 2001: Une parodie de l'espace : Lieutenant Bradford Shitzu (Pierre Edwards) - 2001 : Le Mousquetaire : Aramis (Nick Moran) - 2001 : Rock Star : Rob (Timothy Olyphant) - 2001 : Le Grand Coup de Max Keeble : « Evil Ice Cream Man » (Jamie Kennedy) - 2002 : Le Comte de Monte Cristo : Edmond Dantes (Jim Caviezel) - 2002 : Une promenade inoubliable : Jamie Sullivan (Mandy Moore) - 2002 : John Q. : Mitch Quigley (Shawn Hatosy) - 2002 : Poèmes pour Iris : John Bayley, jeune (Hugh Bonneville) - 2002 : 40 jours et 40 nuits : Ryan (Paulo Costanzo) - 2002 : Les horlogers du temps : Meeker (Garikayi Mutambirwa) - 2002 : Hommes en noir 2 : Newton (David Cross) - 2002 : Le Chasseur de crocodiles : Le Chemin des collisions : Ron Buckwhiler (Aden Young) - 2002 : Petit Stuart 2 : Monty (Steve Zahn) (voix) - 2002 : Sweet Home Alabama : Jake Perry (Josh Lucas) - 2002 : Dîner entre ennemis : Sean le barman (Jamie Harris) - 2002 : L'Expérience : Joe (Wotan Wilke Möhring) - 2002 : 8 Mile : Greg Buehl (Michael Shannon) - 2002 : Encore un drôle de vendredi : le Père Noël (Rickey Smiley (en)) - 2002 : Le Barbier : Buffalo (C. Ernst Harth) - 2003 : Narco : Nick Tellis (Jason Patric) - 2003 : Station Sauvage : William Sellor (Jonas Chernick) - 2003 : Le Nouvel Agent : Ronnie Gibson (Mike Realba) - 2003 : Les Chevaliers de Shanghai : Inspecteur Artie Doyle (Tom Fisher) - 2003 : Au cœur de la Terre : Dr. Serge Leveque (Tchéky Karyo) - 2003 : Garderie en folie : Dan Kubitz (Jonathan Katz) - 2003 : Apparences trompeuses : Nick la Nouille (Pierre Malherbe) - 2003 : Tobby 5 : L'As du volley-ball : Doug (Robert Tinkler) - 2003 : Seabiscuit : George Woolf (Gary Stevens) - 2003 : Pilote de Kart : Zee (Harland Williams) - 2003 : Le Maître du jeu : Eddie Weese (Guy Torry) - 2003 : En Enfer : Paul (David Leitch) - 2003 : Honey : B.B. (Wes Williams) - 2003 : Le Médaillon : Giscard (Johann Myers) - 2004 : Impact fatal : Agent McPherson (Adam Scott) - 2004 : Entre sœurs II : Déchaînées : Luke (Chris Fassbender) - 2004 : La Grande Arnaque : Frank Pizzarro (Gregory Sporleder) - 2004 : Club de Peur : Putman (Jay Chandrasekhar) - 2004 : L'amour en chair et en os : Kennedy (Ed Robertson) - 2004 : Drôles de blondes : Marcus Copeland (Marlon Wayans) - 2004 : Les mémoires de septembre : Sunil « Sonny » (Sunil Sadarangani) - 2004 : L'Amour aux temps du choléra : Florentino Ariza (Javier Bardem) - 2005 : Zig Zag, l'étalon zébré : Goose (Joe Pantoliano) (voix) - 2005 : Bobby Darin : Dick Behrke (Peter Cincotti) - 2005 : Quel délire, Pete Tong ! : Frankie Wilde (Paul Kaye) - 2005 : Quatre frères : Chef (Adam Beach) - 2006 : L'Auberge : Alex (Lubomir Bukovy) - 2006 : Terreur sur la ligne : Dr. Mandrakis (Derek de Lint) - 2006 : Eve et le cheval de feu : Frank Eng (Chit-Man Chan) - 2006 : La maison près du lac : Morgan (Dylan Walsh) - 2006 : Toi et moi et Dupree : Randy Dupree (Owen Wilson) - 2006 : Tenacious D et le pic du destin : KG (Kyle Gass) - 2006 : Dans la mire du pouvoir : Journaliste (Nigel Whitmey (en)) - 2007 : 300 : Capitaine Artemis (Vincent Regan) - 2007 : Drôle d'enquête pour jeune inspecteur : inspecteur Alan Hepditch (Fred Ewanuick) - 2007 : L'Ex : Tom Reilly (Zach Braff) - 2007 : Je sais qui m'a tuée : Dr. Alex Dupree (Michael Adler) - 2007 : Underdog : Maire (John Slattery) - 2007 : Le Pouvoir du jeu : Murph (Grant Sullivan) - 2007 : Le Brise-cœur : Buzz (Roy Jenkins) - 2007 : Désir, danger : Tsao (Kar Lok Chin) - 2007 : Elizabeth : L'Âge d'or : Robert Reston (Rhys Ifans) - 2007 : Danielle Steel : À bon port : Matt Bowles (Brad Johnson) - 2007 : L'Amour aux temps du choléra : Florentino Ariza (Javier Bardem) - 2007 : Les cerfs-volants de Kaboul : Amir Chadiri (Khalid Abdalla) - 2007 : Walk Hard : L'histoire de Dewey Cox : Theo (Chris Parnell) - 2007 : Le combat de Charlie Wilson : Harold Holt (Denis O'Hare) - 2008 : Maintenant ou jamais : Dr. Hollins (Rob Morrow) - 2008 : Rambo : Diaz (Reynaldo Gallegos) - 2008 : Les Chroniques de Spiderwick : Richard Grace (Andrew McCarthy) - 2008 : Pulsation 3 : Thomas ( ? ) - 2008 : La Guerre des mondes 2 : La Nouvelle Vague : Pete (Christopher Reid) - 2008 : Le Bal de l'horreur : Ronnie Heflin (Collins Pennie) - 2008 : Oublie Sarah Marshall : Chuck (Paul Rudd) - 2008 : Ce qui se passe à Vegas : Mason (Jason Sudeikis) - 2008 : Le Dernier Hiver : « Motor » (Kevin Corrigan) - 2008 : Miracle à St-Anna : Sergent Bishop Cummings (Michael Ealy) - 2008 : Pulsations 2 : Thomas Ziegler (Todd Giebenhain) - 2008 : Une vie de mensonges : Omar Sadiki (Ali Suliman) - 2009 : Vendredi 13 : Donnie (Kyle Davis) - 2009 : Screamers : La Chasse : Soderquist (Jody Richardson) - 2009 : Les 12 Épreuves : Détective Hank Carver (Brian J. White) - 2009 : Le Code : Joost (Joshua Rubin) - 2009 : Ennemis Publics : Charles Makley (Christian Stolte) - 2009 : Dim Sum et funérailles : Larry (Geoff Gustafson) - 2009 : Le Dénonciateur : Paddy (Frankie McCafferty) - 2009 : Gooby : Jack Dandridge (David James Elliott) - 2010 : La Frontière des ténèbres : Jack Bennett (Danny Huston) - 2010 : La Zone verte : Perry (Nicoye Banks) - 2010 : Le Chasseur de primes : Arthur (David Costabile) - 2010 : Greenberg : Phillip Greenberg (Chris Messina) - 2010 : Désarmé : Carl (Shawn Campbell) - 2010 : Nouvelle espèce : Gavin Nicoli (Brandon McGibbon) - 2011 : Apollo 18 : voix du contrôleur - 2011 : 13 Assassins : Lord Naritsugu Matsudaira (Gorô Inagaki) - 2011 : Les Muppets : Miss Piggy - 2011 : La Veille du Nouvel An : Sam Ahern (Josh Duhamel) - 2011 : Crépuscule : Skyler (Joel Kinnaman) - 2012 : Une méthode dangereuse : Professeur Eugen Bleuler (André Hennicke) - 2012 : Acte de bravoure : SO1 Ray (Ray) - 2012 : L'Ascension du Chevalier Noir : John Daggett (Ben Mendelsohn) - 2012 : Cartographie des nuages : Rufus Sixsmith / l'infirmier James / l'archiviste (James D'Arcy) - 2013 : 30 Nights of Paranormal Activity with the Devil Inside the Girl with the Dragon Tattoo : Herb Rosti (French Stewart) - 2013 : La Conjuration : Roger Perron (Ron Livingston) - 2013 : Nous sommes les Miller : Pablo Chacon (Tomer Sisley) - 2013 : Le Cinquième Pouvoir : Holger Stark (Anatole Taubman) - 2014 : Gros Mots : 'Proctor at Spelling Bee' (Steve Witting) - 2014 : L'Extraordinaire Spider-Man 2 : Dr Ashley Kafka (Marton Csokas) - 2014 : Beethoven : Le Trésor des pirates : Simon (Alec Mapa) - 2014 : Exodus: Gods and Kings : le vice-roi Hegep (Ben Mendelsohn) - 2018 : Carnage chez les Joyeux Touffus : Goofer (Drew Massey) (voix) |

#### Films d'animation
- 1998 : Le Roi lion 2 : Simba
- 2002 : Lilo et Stitch : David Kawena
- 2003 : Les 101 Dalmatiens 2 : Roger
- 2003 : Trouver Nemo : Raie
- 2003 : Stitch ! Le film : David Kawena
- 2003 : Mon frère l'ours : Sitka
- 2004 : La Ferme de la prairie : Buck
- 2004 : Escouade américaine : Police du monde : Ethan Hawke
- 2005 : Appleseed : Kester
- 2005 : Mulan 2 : Mushu
- 2005 : Lilo et Stitch 2 : David Kawena
- 2006 : Georges le petit curieux : Ted
- 2008 : Star Wars: The Clone Wars : Obi-Wan Kenobi
- 2008 : Appleseed Ex Machina : Kester
- 2009 : Les Rebelles de la forêt 2 : Rufus
- 2010 : Georges le petit curieux 2 : Suivez ce singe : Ted
- 2010 : Scooby-Doo : Abracadabra : Sammy
- 2011 : Les Bagnoles 2 : Grem
- 2011 : Le Chat potté : Humpty Dumpty
- 2012 : Les Mondes de Ralph : Duncan
- 2015 : Georges le petit curieux 3 : Retour à la jungle : Ted
- 2016 : Normand du Nord : Normand
- 2016 : Trouver Doris : Raie
- 2016 : Chantez! : Miss Crawley
- 2017 : Détestable moi 3 : Dru
- 2018 : Le Grincheux : Vendeur
- 2018 : Teen Titans Go! Le Film : Flash
- 2018 : Ralph brise l'Internet : Duncan
- 2025 :  Zoopocalypse : Ash, Otrich

### Télévision

#### Téléfilms
- 1989 : Au secours de Jessica McClure : Steve Forbes (Bo Foxworth)
- 1989 : L'Été des victoires : Babe (Dean Hamilton)
- 1997 : Ronnie and Julie : Hal (Garwin Sanford)
- 2003 : La Ressuscitée : Nick Simms (Peter Outerbridge)
- 2005 : La Grande École : Michael « Monsieur D' » D'Angelo (Ryan Reynolds)
- 2007 : L'Enlèvement : Tom Stone (Eric Breker)
- 2008 : L'Obsession d'une mère : Michael (Martin Thibaudeau)
- 2011 : Escale en enfer : Détective Mike Sanders (Neil Napier)
- 2012 : La Négociatrice : Liam McNeil (Marc Menard)
- 2016 : Enquêtes gourmandes : Meurtre al dente : Leo (Ben Wilkinson)

#### Téléfilms d'animation
- 2008 : On doit attraper le Père Noël : le Père Noël du magasin

#### Séries télévisées
- 1997 : La Légende du cavalier fantôme (sv) : Bjarni (Hilmir Snær Guðnason) (mini-série)
- 2003-2005 : Brigade spéciale : Dr Ben Wilson (Adrian Holmes) (la série a été doublée au Québec à partir de l'épisode 10 de la troisième saison[3])
- 2004-2008 : Bienvenue à Paradise Falls : Sacha Martinelli (Salvatore Antonio)
- 2008 : Les Tudors : l'archevêque Cranmer (Hans Matheson)
- 2010 : Les Piliers de la terre : Remigius (Anatole Taubman) (mini-série diffusée au Québec à partir du 27 juin 2012 sur AddikTV[4])
- 2010 : Mon ange gardien (en) : le principal Malone (Steven Morel)
- 2012-2014 : Arctic Air : Bobby Martin (Adam Beach)
- 2014 : Rogue : Ray Williams (Alec Newman)

#### Séries d'animation
- 2005-2012 : Johnny Test : Hugh Test
- 2006 : Jim l'astronaute : Eco
- 2006-2007 : Glurp Attack : Harvey Archer
- 2008 : Star Wars : The Clone Wars : Obi-Wan Kenobi
- 2008 : American Dad : Roger (1re voix)
- 2009 : Le Jardin de TerraLéa : Hayman

### Jeux vidéo
- 2013 : Assassin's Creed IV: Black Flag : Julien du Casse
- 2014 : Assassin's Creed Unity : le roi des Thunes
- 2017 : Outlast 2 : Loutermilch